# Zakochana złośnica (serial telewizyjny)
Zakochana złośnica (10 Things I Hate About You, 2009–2010) – amerykański serial telewizyjny nadawany przez stację ABC Family od 7 lipca 2009 do 24 maja 2010 roku. W Polsce nadawany jest na kanale AXN od 6 sierpnia 2011 roku. Powstał na podstawie filmu z 1999 roku o tym samym tytule.

## Opis fabuły
Seria oparta na szekspirowskiej sztuce pt. "Poskromienie złośnicy". 
Siostry Stratford, Kat (Lindsey Shaw) i Bianca (Meaghan Jette Martin), przeniosły się z Ohio do Kalifornii.  Obydwie na początku nowego roku szkolnego mają inne cele: pierwsza to feministka, a druga pragnie tylko popularności. Mimo iż się od siebie różnią, poradzić sobie muszą z takimi samymi problemami – z nadopiekuńczym ojcem czy z poszukiwaniem miłości.

## Obsada i bohaterowie

### Główni
- Lindsey Shaw jako Kat Stratford
- Meaghan Jette Martin jako Bianca Stratford
- Larry Miller jako dr Walter Stratford
- Ethan Peck jako Patrick Verona
- Nicholas Braun jako Cameron James
- Dana Davis jako Chastity Church

### Drugoplanowi
- Chris Zylka jako Joey Donner
- Kyle Kaplan jako Michael Bernstein
- Ally Maki jako Dawn
- Jolene Purdy jako Mandella
- Suzy Nakamura jako dyrektor Holland
- Leslie Grossman jako pani Darlene Tharpe
- Barret Swatek jako pani Somers
- Jack Salvatore Jr. jako Brad
- Justin Lee jako Charlie Woo
- Cody McMains jako Keith
- Ashley Jackson jako Tabitha Cook
- Benjamin Stone jako William "Blank" Blankenship